# Nono (nome)
Nono  è un nome proprio di persona italiano maschile.

## Varianti
- Maschili: Nonio
- Femminili: Nona[1], Nonia

### Varianti in altre lingue
- Catalano: Non[2]
- Latino: Nonus[2], Nonius
- Portoghese: Nuno[3]
- Spagnolo: Nonio[2]

## Origine e diffusione
Nome di scarsissima diffusione, che deriva dal latino nonus, letteralmente "nono", da cui deriva anche il nome Novenio. Originariamente indicava il nono figlio per ordine di nascita, rientra nella stessa cerchia di nomi di cui fanno parte i più diffusi Primo, Secondo, Terzo, Quarto, Quinto, Sesto, Settimo, Ottavio e Decimo.
Il portoghese Nuno potrebbe risalire alla stessa radice, o alternativamente derivare da nunnus ("nonno"). La variante Nonio potrebbe essere inoltre ricondotto a nonnus ("monaco"), oltre a costituire anche un ipocoristico di Antonio.

## Onomastico

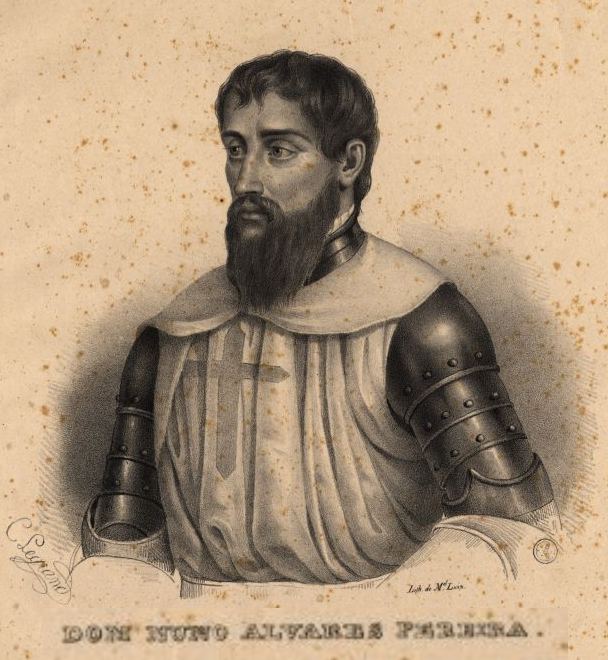
San Nuno Álvares Pereira

L'onomastico può essere festeggiato il 6 novembre in memoria di san Nuno Álvares Pereira, generale portoghese, poi divenuto religioso carmelitano.

## Persone
- Nono Lubanzadio, calciatore congolese

### Variante Nonio
- Nonio Attico Massimo, politico romano
- Nonio Marcello, grammatico romano
- Nonio Paterno, politico romano

### Variante Nuno

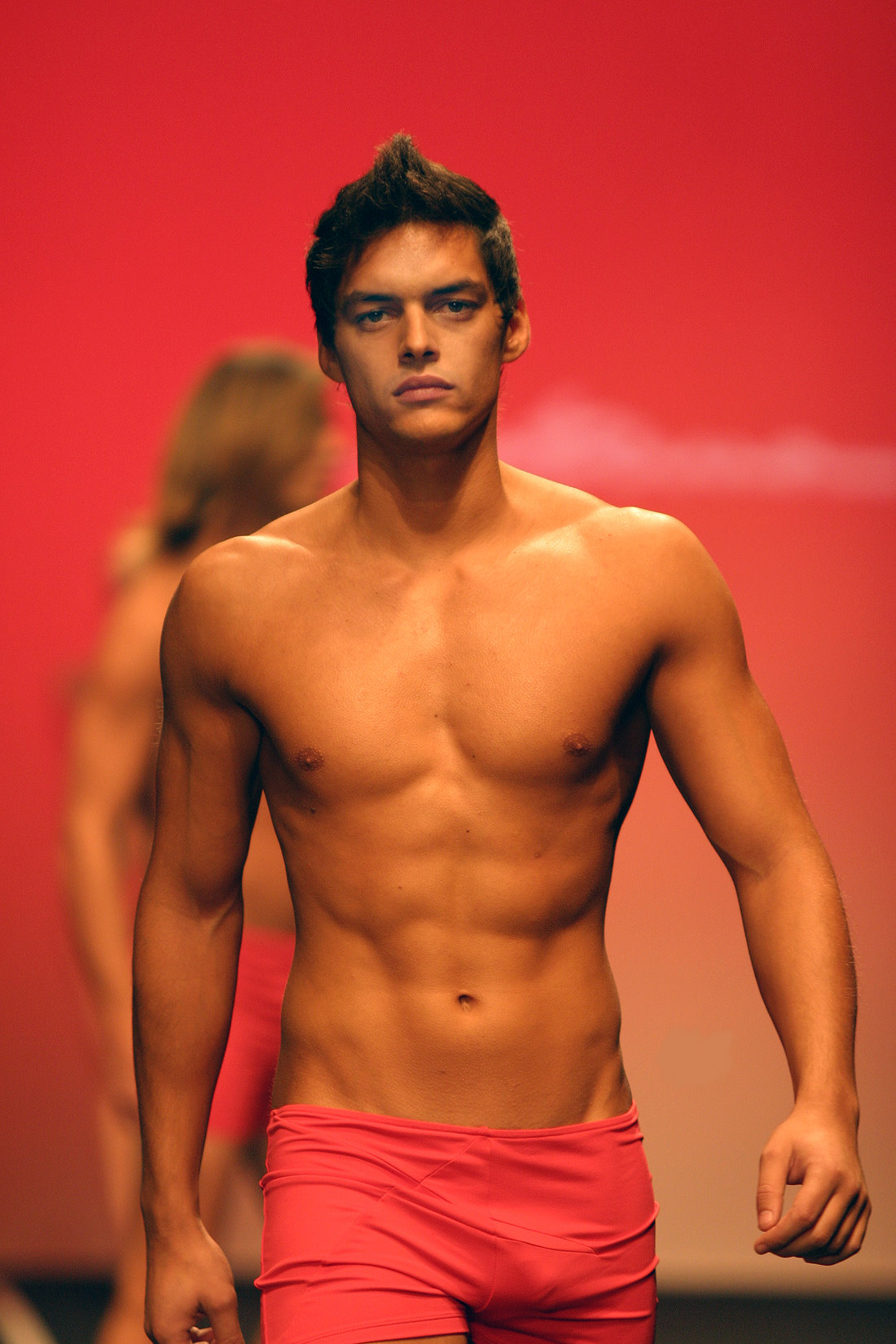
Nuno Janeiro

- Nuno Álvares Pereira, militare e religioso portoghese
- Nuno Bettencourt, chitarrista portoghese naturalizzato statunitense
- Nuno Claro, calciatore portoghese
- Nuno Coelho, calciatore portoghese
- Nuno da Cunha, navigatore e poeta portoghese
- Nuno da Cunha e Ataíde, cardinale e vescovo cattolico portoghese
- Nuno Eanes Cerzeo, trovatore galiziano
- Nuno Espírito Santo, calciatore e allenatore di calcio portoghese
- Nuno Fernandes Torneol, trovatore galiziano
- Nuno Fernandez de Mirapeixe, trovatore spagnolo
- Nuno Janeiro, modello e attore portoghese
- Nuno Perez Sandeu, trovatore portoghese
- Nuno Resende, cantante portoghese
- Nuno Tristão, esploratore e mercante di schiavi portoghese